# Albești (Ialomița)

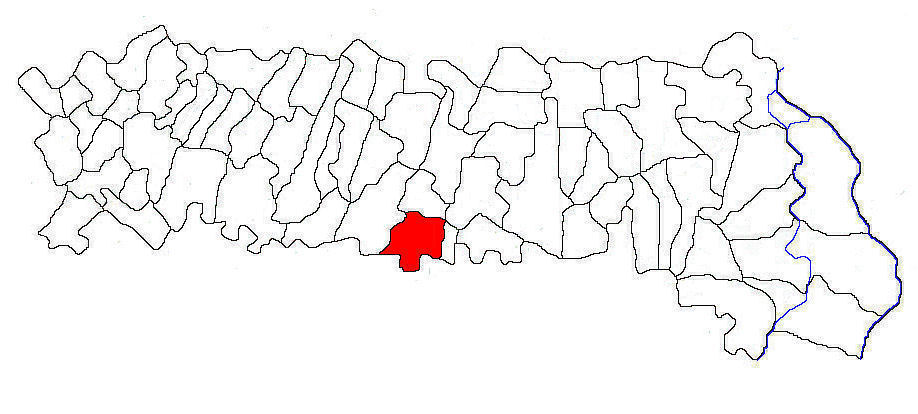

Albeşti é uma comuna romena localizada no distrito de Ialomiţa, na região de Muntênia. A comuna possui uma área de  km²? e sua população era de 1301 habitantes segundo o censo de 2007.